# Clippers de Los Angeles
Maillots
Actualités
Les Clippers de Los Angeles (en anglais : Los Angeles Clippers, « les clippers (bateaux à voile) de Los Angeles ») sont une franchise de basket-ball de la NBA basée à Los Angeles, dans l'État de Californie. Le club est l'une des quatre équipes californiennes et l'une des deux équipes de NBA basées à Los Angeles, avec les Lakers de Los Angeles. Les Clippers évoluent au sein de la Conférence Ouest, dans la Division Pacifique. Les Clippers jouaient leurs matchs à domicile à la Crypto.com Arena (ex Staples Center), une salle qu’ils partageaient avec les Lakers, ainsi que les Sparks de Los Angeles de la Women's National Basketball Association (WNBA), et les Kings de Los Angeles de la Ligue nationale de hockey (LNH). Depuis 2024, les Clippers jouent dans leur nouvelle enceinte, le Intuit Dome, située à Inglewood, dans le Grand Los Angeles.
La franchise est fondée en 1970 sous le nom de Braves de Buffalo, et est l’une des trois équipes d’expansion de se joindre à la NBA cette année-là, avec les Cavaliers de Cleveland et Trail Blazers de Portland. Les Braves ont connu un certain succès et ont atteint les playoffs à trois reprises, menés par le Most Valuable Player (MVP) Bob McAdoo. Les conflits avec les Golden Griffins de Canisius, sur le Buffalo Memorial Auditorium et la vente de la franchise, ont conduit à leur déménagement de Buffalo à San Diego, en Californie.
En 1978, lors du déménagement, la franchise est rebaptisée pour être connue sous le nom de Clippers de San Diego. La franchise a connu un succès limité sur le terrain dans ses six années à San Diego, malgré l’acquisition du pivot Bill Walton. En 1981, la franchise est acquise par l'homme d'affaires Donald Sterling, basé à Los Angeles.
En 1984, la franchise est déplacée à Los Angeles par Sterling sans l’approbation de la NBA. Malgré des amendes et un procès intenté contre la propriété de la franchise par la NBA cherchant à garder la franchise à San Diego, l’équipe a finalement été autorisée à rester à Los Angeles. Ils ont souvent été vus comme des perdants, tirant des comparaisons défavorables à leurs rivaux géographiques, les Lakers.
Entre 2008 et 2017, l’organisation s’est améliorée grâce à l’ajout de joueurs tels que Blake Griffin, DeAndre Jordan et Chris Paul. Cette formation a mené les Clippers en tant qu’équipe régulière des playoffs et ont été surnommés « Lob City ». Au cours des saisons 2012-2013 et 2013-2014, la franchise a remporté ses premiers titres de division. Ils sont apparus dans les séries éliminatoires sept fois de 2012 à 2019, égalant le nombre de comparutions pour la franchise de 1970 à 2011.

## Historique de la franchise

### Braves de Buffalo (1970-1978)

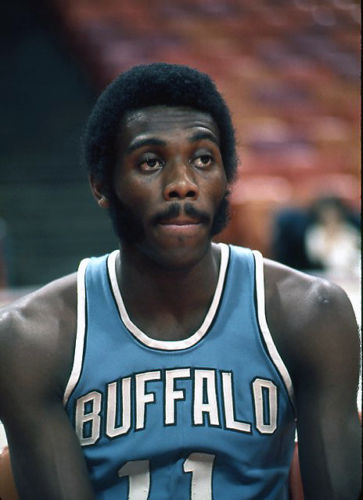
Bob McAdoo en 1973, sous le maillot des Braves de Buffalo.

Les Braves de Buffalo sont fondés en 1970 : c'est l'une des trois nouvelles franchises avec les Trail Blazers de Portland et les Cavaliers de Cleveland. L'équipe joue au Buffalo Memorial Auditorium, qui est également le domicile des Sabres de Buffalo de la Ligue nationale de hockey. Les Braves jouent même quelques matchs de l'autre côté de la frontière, à Toronto, afin de séduire le plus de fans possible. Cependant la ville de Buffalo est plus passionnée par le hockey sur glace. Sur le plan sportif, après trois saisons avec à peine une vingtaine de victoires par saison contre une soixantaine de défaites, les débuts sont difficiles. Finalement, lors de la saison 1973-1974 le jeune pivot Bob McAdoo fait une saison fantastique, contribuant avec la manière (15,1 rebonds et 30,6 points de moyenne par match) à emmener les siens en séries éliminatoires pour la première fois. Les Braves finissent avec un honorable bilan de 42 victoires pour 40 défaites. Cependant, les Celtics de Boston sortent Buffalo dès le premier tour en six matchs. La franchise tient en McAdoo la vedette de la ligue : l'année suivante, il est élu MVP de la saison régulière. Les Braves frôlent même les 50 victoires (49-33) lors de la saison 1974-1975. L'équipe participe aux playoffs durant trois saisons consécutives (1973-1974 à 1975-1976) sans véritable succès, ne passant qu'une seule fois le premier tour (1975-1976) pour se faire sortir par ces mêmes Celtics en demi-finale de conférence (2-4). Enfin, la saison suivante McAdoo quitte la franchise pour les Knicks de New York. Les deux dernières années dans la ville de Buffalo sont à l'image des débuts de la franchise : plutôt difficiles. Moses Malone, futur MVP, joua deux matchs pour les Braves avant d'être simplement échangé pour deux tours de draft aux Rockets de Houston. Les résultats ne suivent plus et le Buffalo Memorial Auditorium se vide un peu plus : 1976-1977 (30-52) et (27-55) lors de la dernière saison à Buffalo en 1977-1978.
De plus, dès l'été 1976, le propriétaire Paul Snyder voulait déjà vendre la franchise à des Floridiens, mais la ville de Buffalo bloque dans un premier temps le départ des Braves. Paul Snyder finit par vendre la franchise à l'homme d'affaires John Y. Brown. Le déménagement de la franchise va se faire par le biais d'un accord avec le propriétaire des Celtics de Boston, Irv Levin. Ce dernier souhaite installer une équipe dans son État natal : la Californie. Sachant que la NBA ne laisserait jamais les Celtics partir de la ville de Boston, alors ils procèdent à un « échange » de franchises. John Y. Brown devient alors propriétaire des Celtics de Boston et Irv Levin des Braves de Buffalo. La franchise déménage à San Diego, après la saison 1977-1978, et devient les Clippers de San Diego.

### Clippers de San Diego (1978-1984)
La franchise s'installe à San Diego en Californie pour la saison 1977-1978. Elle change de nom et devient les San Diego Clippers. Les débuts sont bons (43-39), sous la direction du nouvel entraîneur Gene Shue. Le meneur des Clippers, Lloyd Free, finit même deuxième meilleur marqueur de la ligue avec 28,8 points par match, mais c'est insuffisant pour prétendre à une place en playoffs. La saison suivante, les Clippers commencent à connaître des difficultés. World B. Free est transféré aux Warriors de Golden State en 1980. Le pivot Bill Walton, natif de la ville et grand espoir, connaît des saisons compliquées avec de nombreuses blessures : la spirale de défaites commence. La franchise touche le fond lors de la saison 1981-1982 avec seulement 17 victoires pour 66 défaites en saison régulière. Tout comme à Buffalo, le public ne suit pas, ce qui entraîne les mêmes conséquences : le déménagement de la franchise après la saison 1983-1984.
En 1981, Irv Levin revend l'équipe à Donald Sterling pour 12,5 millions de dollars, et comme Levin quelques années plus tôt, Sterling souhaite déménager les Clippers. En 1984, les Clippers sont déplacés vers le nord à Los Angeles sans l’approbation de la ligue. Celle-ci a par la suite condamné Sterling à une amende de 25 millions de dollars pour avoir violé les règles de la ligue et a intenté une poursuite pour demander le retour de la franchise à San Diego. La ligue a menacé de dissoudre la franchise si la propriété ne respectait pas le règlement, et de renvoyer l’équipe à San Diego. Sterling a alors intenté une poursuite contre la ligue pour 100 millions de dollars, mais a finalement abandonné la poursuite lorsque la ligue a finalement accepté de laisser tomber la leur, ce qui lui a permis de garder l’équipe à Los Angeles, tout en diminuant son amende à 6 millions de dollars.

### Clippers de Los Angeles (depuis 1984)

#### Les débuts: Les Clippers, l'autre équipe de Los Angeles (1984-1999)

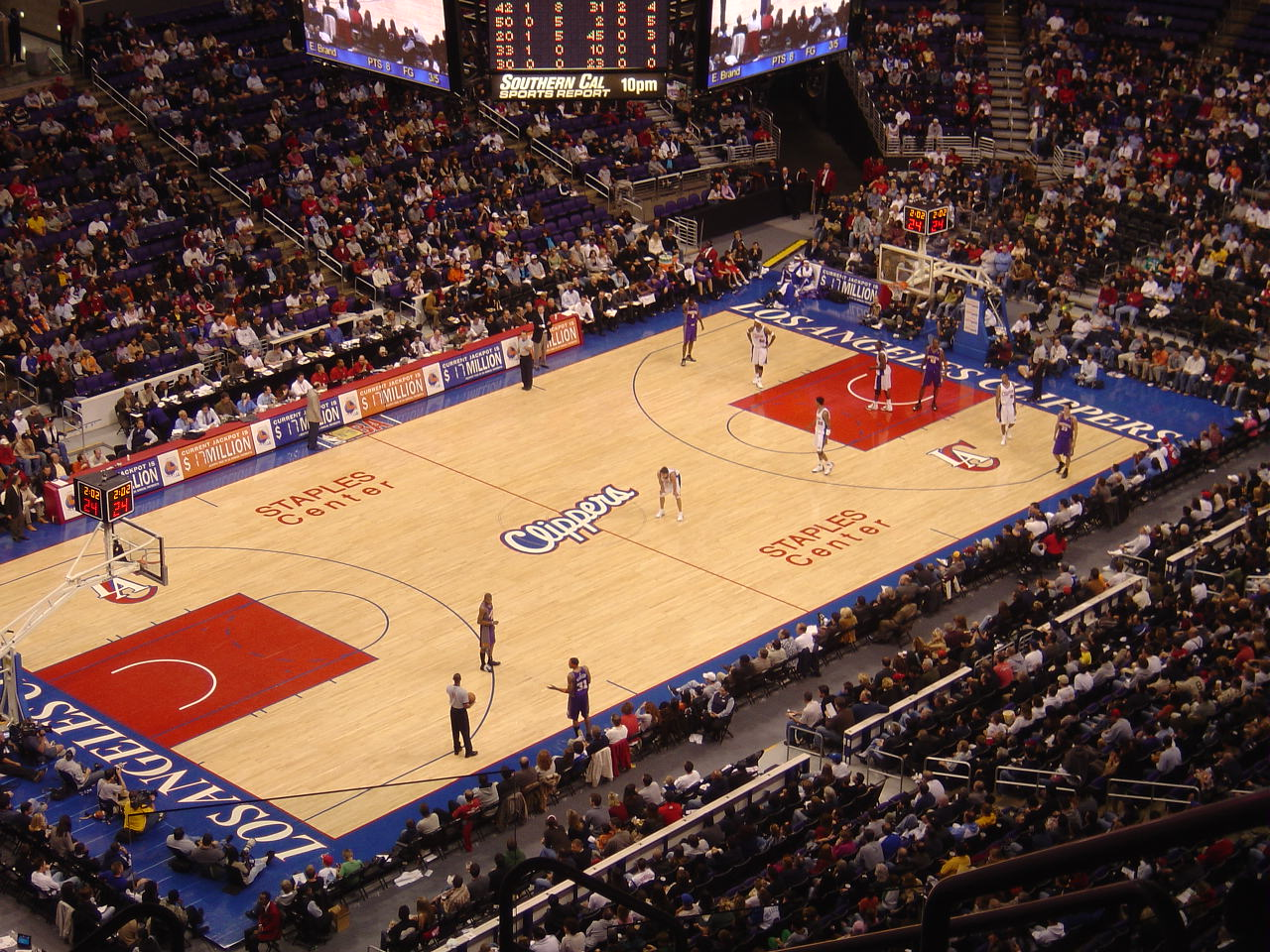
Le Staples Center aux couleurs des Clippers

En 1984, les Clippers changent de ville pour aller à Los Angeles, jouant dans la Los Angeles Memorial Sports Arena alors que les Lakers, plus célèbres, continuent de jouer au Great Western Forum d'Inglewood. Très vite l'image d'une équipe de perdants va leur coller à la peau, surtout quand la comparaison est faite avec leur puissant voisin. Durant les sept premières saisons, les Clippers ne font pas mieux que (32V-50D) lors de la saison 1985-1986. Pire, la saison suivante les Clippers finissent avec un bilan médiocre de 12 victoires pour 70 défaites, ce qui est au moment des faits, le deuxième plus mauvais bilan de l'histoire de la NBA. À leur décharge, Marques Johnson et Norm Nixon, deux des joueurs majeurs, sont blessés.
Le retour en playoffs se fait lors de la saison 1991-1992, soit seize ans après la dernière apparition de la franchise. Larry Brown prend les rênes des Clippers en cours de saison pour remplacer Mike Schuler. Les Clippers se présentent en playoffs après 45 victoires pour 37 défaites, et mettent fin à treize saisons de disette. Pour la première fois, les Clippers finissent devant les Lakers. Toutefois, ils ne passent pas le premier tour, battus par le Jazz de l'Utah (3-2, les playoffs de l'époque se jouant au meilleur de 5 matchs). La franchise continue sur sa lancée et se qualifie à nouveau pour les playoffs la saison suivante, mais cette fois ce sont les Houston Rockets qui les battent au premier tour, et toujours en 5 matchs.
Larry Brown quitte les Clippers pour entraîner les Pacers de l'Indiana, Bob Weiss le remplace, mais rapidement la spirale de défaites revient, et ce alors même que les Lakers traversent une période difficile. Mais à la différence des Lakers, les Clippers vont continuer dans les bas-fonds de la ligue. Bill Fitch remplace Bob Weiss après seulement une saison, sans grand succès.
Entre 1994 et 1999, la franchise joue plusieurs rencontres au Arrowhead Pond of Anaheim, dans la banlieue de Los Angeles, salle qu'ils partagent avec l'équipe de hockey sur glace des Mighty Ducks d'Anaheim. Mais, à partir de 1999, les Clippers et les Lakers se partagent le Staples Center au centre-ville de la Cité des Anges. Sur les parquets, durant ces cinq saisons, les Clippers continuent de fréquenter les dernières places de la NBA, malgré une saison négative en 1996-1997 (36-46), l’équipe participe aux playoffs. Les Clippers se font balayer (3-0) par le Jazz de l'Utah.

#### Tentatives de reconstruction (2000-2009)
Les Clippers tentent de bâtir une équipe compétitive : pour ce faire, cela passe par de bons choix lors des drafts. L'organisation fonde ses espoirs en Michael Olowokandi (premier choix de la draft 1998) et Lamar Odom à la draft suivante. La franchise tente d'épauler au mieux ses jeunes. Les Clippers engagent même le légendaire Lakers Kareem Abdul-Jabbar pour aider Olowokandi dans sa progression. L'équipe se renforce lors de la saison 2000-2001, Corey Maggette rejoint les Clippers après un échange, puis Darius Miles et Quentin Richardson. La franchise gagne en popularité, proposant un jeu spectaculaire et aérien, mais peu efficace. Cependant, Olowokandi n'est pas le joueur espéré. Enfin, les dirigeants de Clippers font des choix préjudiciables, en échangeant Tyson Chandler juste après l'avoir drafté pour Elton Brand, tout juste rookie de l'année.
Elton Brand, puis Chris Kaman drafté l’année d'après, contribuent à faire progresser les Clippers, qui rejouent les playoffs en 2005-2006 pour la première fois depuis 1997. La franchise finit avec 47 victoires pour 35 défaites, et affrontent les Nuggets de Denver au premier tour des playoffs, pour finalement remporter la série 4-1. Depuis l'arrivée de la franchise à Los Angeles les Clippers n'avaient jamais encore gagné une série en playoffs. Le tour suivant est plus difficile face aux Suns de Phoenix du MVP Steve Nash. Les Clippers tombent avec les honneurs en sept rencontres.
La saison suivante, les Clippers terminent en neuvième position de la conférence Ouest, dépassés par les Warriors de Golden State lors de l'ultime journée. Les play-offs ne sont toujours pas au rendez-vous lors de la saison 2007-2008 : après avoir fait illusion dix matchs, la franchise craque et finit à la douzième place (23-59), terminant la saison sur une série de sept défaites.
La saison 2007-2008 débute avec la blessure d'Elton Brand et celle de Shaun Livingston. Malgré la bonne saison de Chris Kaman, les Clippers finissent 12e de la conférence Ouest et derniers de la division pacifique. Lors de la saison 2008-2009, Elton Brand quitte les Clippers pour rejoindre les Sixers. Et malgré le recrutement de Baron Davis, Eric Gordon et Marcus Camby, les Clippers finissent la saison avec un bilan négatif (19-63). En 2009-2010, les Clippers font légèrement mieux que l'année précédente (29-53), mais c'est toujours largement insuffisant pour disputer les playoffs. Les espoirs des Clippers sont placés sur le prometteur Blake Griffin, premier choix de draft 2009.

#### L'éclosion de Blake Griffin (2010-2011)

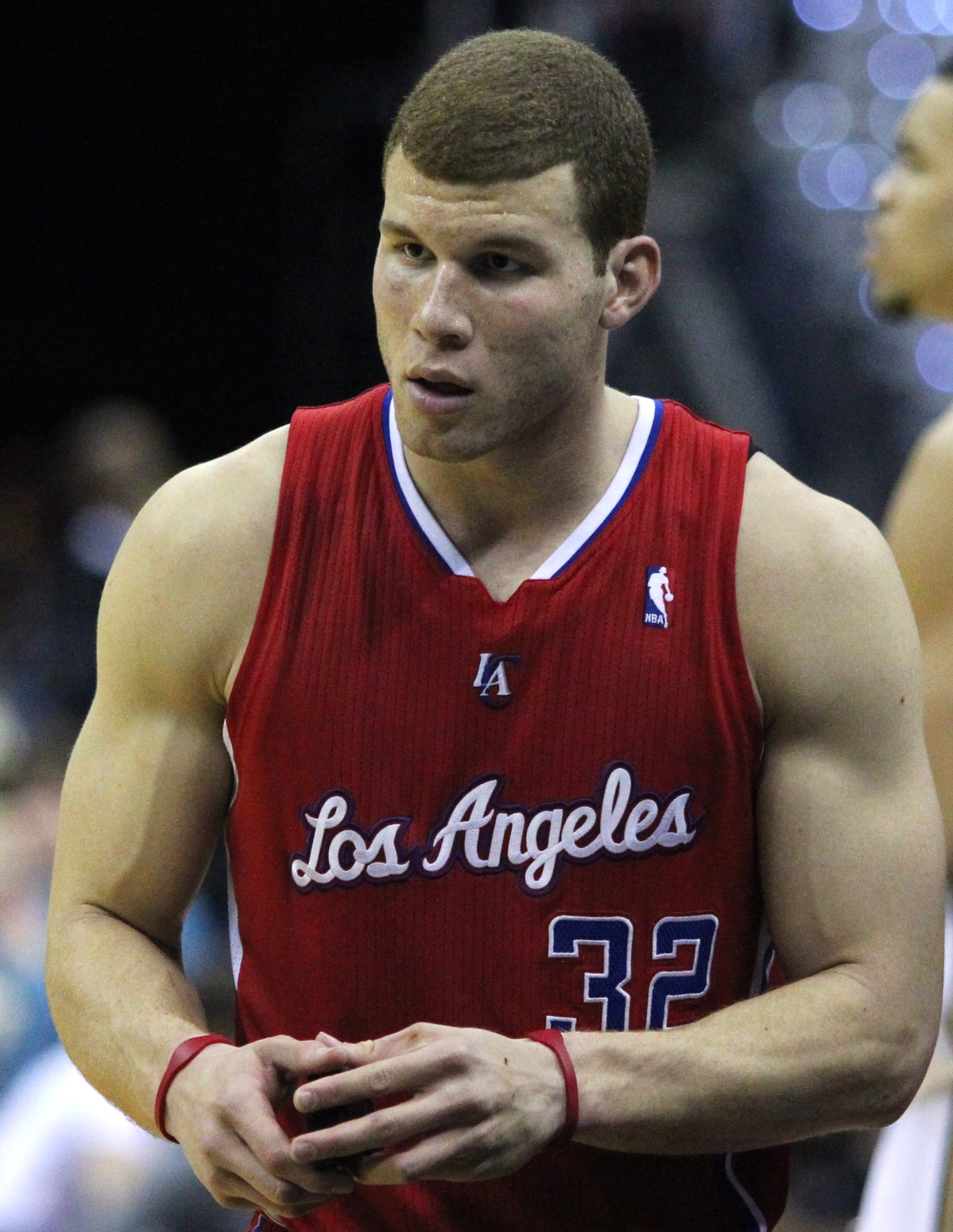
Blake Griffin, premier choix de la Draft 2009

En 2010-2011, Blake Griffin fait enfin ses premiers pas en NBA, après une blessure qui l'avait contraint à déclarer forfait pour toute la saison précédente. Blake devient rapidement l'attraction principale de ce début de saison.
Et ses débuts sont plus que réussis : Griffin réalise une bonne saison, il est aussi remarqué pour ses dunks puissants, ce qui lui vaut une sélection au NBA All-Star Game, fait rare pour un rookie. Mais malgré ses performances (22,8 points et 12,5 rebonds par match), l'équipe patine dans les dernières places de la conférence ouest ; de plus Eric Gordon s'est blessé pour une bonne partie de la saison. Le 24 février 2011, dans la fièvre des dernières heures du marché des transferts, Baron Davis est échangé contre Maurice Williams et Jamario Moon des Cavaliers de Cleveland.

#### L’ère "Lob City" (2011-2017)
En décembre 2011, après le lock-out, les Clippers échangent Chris Kaman, Eric Gordon, Al-Farouq Aminu et un choix de premier tour de la Draft 2012 de la NBA contre le meneur star Chris Paul des Hornets de la Nouvelle-Orléans (maintenant appelés les Pelicans de la Nouvelle-Orléans). La franchise renforce encore son effectif avec les signatures de Chauncey Billups et Caron Butler. Grâce à ce nouvel effectif et surtout à leur cinq majeur : Chris Paul, Chauncey Billups, Caron Butler, Blake Griffin et DeAndre Jordan, les Clippers s'imposent comme un prétendant sérieux aux playoffs, voire au titre. Les Clippers renforcent leur secteur intérieur en signant début février Kenyon Martin, et cela malgré d'autres offres, notamment du Heat de Miami. Preuve que la franchise californienne a changé de statut, Griffin et Paul sont choisis par le public pour être titulaires au All-Star Game 2012. Quelques jours plus tard, Billups se blesse au tendon d'Achille et doit déclarer forfait pour le reste de la saison. Les Clippers connaissent un coup de mou après l' All-Star Week End, l'absence de Billups se faisant cruellement ressentir. La franchise engage Bobby Simmons, et lors des derniers heures du marché des transferts, échange Brian Cook pour Nick Young dans le cadre d'un échange avec deux autres franchises. Le transfert a un effet bénéfique sur l'équipe qui finit cinquième de la conférence et affronte les Grizzlies de Memphis au premier tour des playoffs. La franchise l'emporte sur le score de 4 à 3 grâce à un premier match gagné à Memphis en ayant pourtant compté jusqu'à 27 points de retard dans le troisième quart temps. Les demi-finales sont moins glorieuses contre les Spurs de San Antonio grâce notamment à une défense axée sur un Chris Paul qui plus est diminué par une gêne à la hanche. Les Clippers s'inclinent alors sèchement sur le score de 4 à 0.
La saison 2012-2013 commence avec la signature de renforts de poids comme Jamal Crawford, Matt Barnes et Lamar Odom. Le début de saison est marqué par une série de dix-sept victoires de suite et un mois de décembre sans défaite qui permet à Chris Paul d'être sacré meilleur joueur de ce mois à l'ouest, et aux Clippers de pointer à la première place de la ligue devant le Thunder d'Oklahoma City et le Heat de Miami. Le retour de Chauncey Billups fait de l'équipe de Los Angeles des prétendants sérieux au titre NBA. Mais Chris Paul se blesse et rate une dizaine de matchs ce qui fait redescendre l'équipe à la cinquième place. Chris Paul revient juste avant le All-Star Game 2013 où il est élu MVP..
Le 12 août 2014, la NBA confirme l'achat de la franchise par Steve Ballmer, ancien directeur général de Microsoft de 2000 à 2014, pour la somme de deux milliards de dollars (environ un milliard et demi d'euros). La vente est négociée par Shelly Sterling, l'épouse de Donald Sterling, suspendu à vie pour racisme.
Les Clippers enchaînent une troisième saison consécutive à plus de 50 victoires et terminent troisième de la Conférence Ouest. Lors du premier tour des playoffs ils sont confrontés aux Spurs de San Antonio, champions NBA en titre. Cette série, très accrochée, oblige les deux équipes à disputer un septième match au Staples Center. Les Clippers remportent cette ultime rencontre sur le score de 111-109 grâce à un panier de Chris Paul inscrit dans les toutes dernières secondes du match. Ils échouent au tour suivant contre les Houston Rockets de James Harden 4-3 après avoir notamment mené la série 3-1.
Le 28 juin 2017, alors que le marché des agents libres allait ouvrir trois jours plus tard, Chris Paul, qui avait annoncé à ses dirigeants qu'il souhaitait quitter la franchise, est transféré aux Rockets de Houston. Les Clippers reçoivent 7 joueurs dont Patrick Beverley, Sam Dekker, Lou Williams, Montrezl Harrell ainsi que le choix du 1er tour de la draft 2018 des Rockets. Le 1er juillet, lors de l'ouverture du marché des agents libres, Blake Griffin donne son accord pour signer un contrat maximum avec les Clippers. Le 5 juillet, Adrian Wojnarowski, journaliste pour ESPN toujours bien informé sur les transferts en NBA, annonce que les Clippers ont conclu un échange avec les Hawks d'Atlanta et les Nuggets de Denver, la franchise de Los Angeles reçoit Danilo Gallinari et envoie Jamal Crawford, Diamond Stone, le choix de Draft de Houston, obtenu lors du transfert de Chris Paul, aux Hawks. La même année, Blake Griffin est envoyé aux Pistons de Détroit.

#### L'ère Leonard-George (2019-2024)
Lors de l'intersaison 2019, la superstar Kawhi Leonard qui vient de remporter le titre avec les Raptors de Toronto contre les Warriors de Golden State est libre de tout contrat et fait le choix de se rendre disponible lors de la période d'agents libres. Les Clippers sont alors cités par moments mais l'équipe voisine des Lakers, les Nets de Brooklyn ou encore les 76ers de Philadelphie sont aussi prétendants. Les Clippers parviennent à recruter Kawhi Leonard pour un contrat de 103 millions de dollars sur 3 ans.
Dans le même temps, les Clippers réussissent le tour de force de recruter la star Paul George via un échange avec le Thunder d'Oklahoma City en échange de Danilo Gallinari, le jeune Shai Gilgeous-Alexander et 5 choix de draft (de 2021 à 2026).
Cette saison 2019-2020 se solde par une élimination en demi-finale de conférence face aux Nuggets de Denver dans la bulle d'Orlando, alors que les Clippers menaient 3-1 au bout du quatrième match de la série.
À la suite de cet échec, Doc Rivers est renvoyé par les Clippers et est remplacé par l'ancien champion NBA de 2016, Tyronn Lue. Avec les ajouts de vétérans comme Nicolas Batum, Serge Ibaka ou Rajon Rondo et l'éclosion de jeunes joueurs comme Terance Mann ou Luke Kennard, les Clippers se qualifient pour la première fois de leur histoire pour les finales de conférence en ayant éliminé successivement les Mavericks de Dallas et le Jazz de l'Utah. L'équipe y est éliminé par les Suns de Phoenix. La saison suivante, en raison de graves blessures, Kawhi Leonard ne joue aucun match, et Paul George seulement 30. Porté par des joueurs de rotation de devoir mené par Reggie Jackson, l'équipe se classe huitième de la régulière, mais perd en Play-In contre les Timberwolves du Minnesota puis face aux Pélicans de La Nouvelle-Orléans. En 2022-2023, l'équipe signe un Russell Westbrook libéré par les Lakers, et se classe cinquième se la saison, mais en play-off, encore une fois privé de Leonard et George, elle est éliminée 4-1 par les Suns de Phoenix.
Le general manager Michael Winger (en) quitte les Clippers à l'issue de la saison 2022-2023 et est remplacé par son adjoint, Trent Redden.
En 2023-2024, les Clippers enregistrent l'arrivée de James Harden à l'automne. Bien que le début de l'association entre Leonard, George, Westbrook et Harden soit particulièrement compliqué, la décision de Russell Westbrook de prendre le rôle de sixième homme a permis à Tyronn Lue de trouver un bon équilibre pour son équipe. Ainsi, sur la période décembre 2023 - janvier 2024, les Clippers sont sur une excellente dynamique (23 victoires pour 5 défaites) qui les fait passer de la 11ème place de la conférence ouest fin novembre à la 3ème début février. La fin de la saison est plus compliqué pour les Clippers, notamment à cause de la blessure de Russell Westbrook mais ils parviennent tout de même à arracher la 4ème place de leur conférence leur permettant d'accéder aux playoffs. Une nouvelle fois, au moment d'arriver en playoffs, l'effectif des Clippers est affaibli : Westbrook revient de blessure et Leonard est toujours diminué. Les Clippers affrontent les Mavericks de Dallas au premier tour avec l'avantage du terrain mais l'absence de Kawhi Leonard et la méforme de Paul George et de Russell Westbrook vont conduire les Clippers à s'incliner 4-2 dans la série, marquant un énième échec du projet Leonard-George.

#### Nouveaux horizons (depuis 2024)

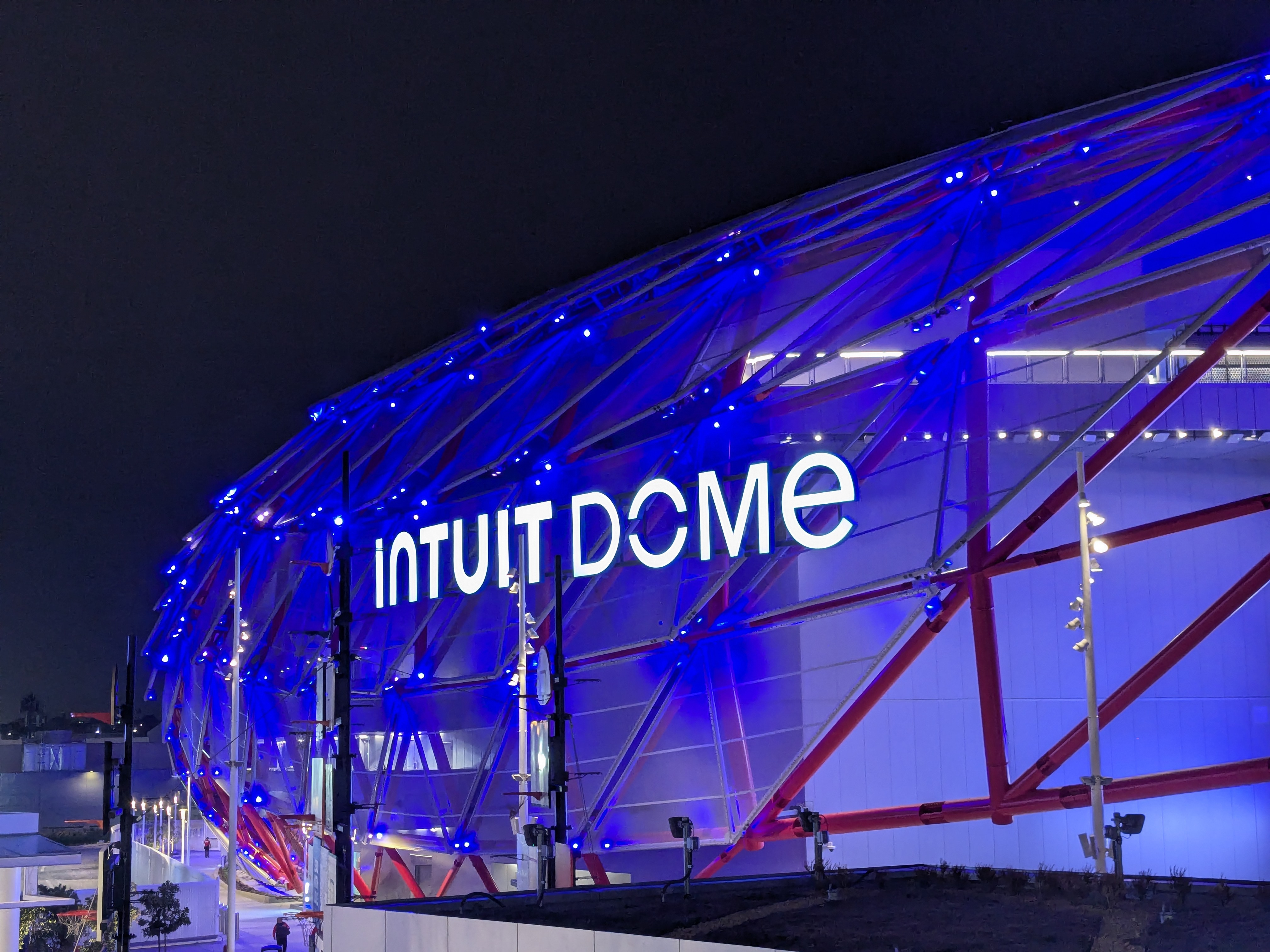
L'Intuit Dome, nouvelle arène ultramoderne des Clippers de Los Angeles depuis 2024

L'été 2024 est synonyme de changements très importants pour la franchise d'Inglewood. Tout d'abord, l'intersaison est marquée par le départ libre de Paul George aux 76ers de Philadelphie, sans aucune compensation pour la franchise californienne qui avait pourtant énormément investi sur lui à l'été 2019. De plus, les Clippers se débarassent de Russell Westbrook, qui part aux Nuggets de Denver. Aussi et surtout cette nouvelle saison marque un nouveau départ pour les Clippers, qui quittent la Crypto.com Arena (qui était partagée avec les Lakers de Los Angeles) pour le Intuit Dome, arène ultramoderne qui est inaugurée en août 2024.
Les Clippers entament la saison 2024-2025 avec un effectif remanié autour de James Harden, qui assume pleinement son rôle de leader offensif avec l’absence prolongée de Kawhi Leonard. Le collectif, renforcé par des ajouts stratégiques comme Derrick Jones Jr. et Kris Dunn, affiche une cohésion accrue, tandis que Normal Powell et Ivica Zubac s’imposent comme une deuxième et troisième option fiable. Sous la direction de Tyronn Lue, l’équipe aspire à dépasser ses résultats précédents et se positionne comme un outsider solide en pour la qualifications aux playoffs.

## Noms successifs
- 1970-1978 : Braves de Buffalo[17]
- 1978-1984 : Clippers de San Diego[18]
- Depuis 1984 : Clippers de Los Angeles[18]

## Enceintes successives
- 1970-1978 : Buffalo Memorial Auditorium
- 1978-1984 : San Diego Sports Arena
- 1984-1999 : Los Angeles Memorial Sports Arena
- 1999-2024 : Crypto.com Arena (anciennement Staples Center)
- 2024-présent : Intuit Dome[19]

## Palmarès
- Champion de la Division Pacifique (3) : 2013, 2014 et 2024.

## Couleurs et symboles

### Logo des différents Clippers

Les Clippers basés à Buffalo
Saison 1970-1971. Braves de Buffalo.
De 1971 à 1978. Braves de Buffalo.

Les Clippers basés à San Diego
De 1978 à 1982. Clippers de San Diego.
De 1982 à 1984. Clippers de San Diego.

Les Clippers basés à Los Angeles
De 1984 à 2010. Clippers de Los Angeles.
De 2010 à 2015. Clippers de Los Angeles.
De 2015 à 2018. Clippers de Los Angeles.
De 2018 à 2024. Clippers de Los Angeles.
Depuis 2024. Clippers de Los Angeles.

### Maillots
Depuis que Nike fournit l'ensemble des tenues aux équipes de NBA, en 2017, les maillots « domicile » et « extérieur » ont été remplacés par une collection plus fournie, pouvant servir aussi bien en déplacement qu'à domicile, portant les noms « association », « icon », « statement » et « city », et pour certaines équipes en plus une version « classic » reprenant le design d'anciens maillots. Les équipes qualifiées pour les playoffs 2019 et 2020 se sont vues dotées d'une tenue supplémentaire, dénommée « earned ».

## Meilleurs marqueurs de l'histoire de la franchise
| Place                                                                                        | Nom du joueur                         | Pays       | Points |
| -------------------------------------------------------------------------------------------- | ------------------------------------- | ---------- | ------ |
| 1er                                                                                          | Randy Smith 1971 - 1979 / 1982 - 1983 | États-Unis | 12 735 |
| 2e                                                                                           | Blake Griffin 2009 - 2018             | États-Unis | 10 863 |
| 3e                                                                                           | Bob McAdoo 1972 - 1977                | États-Unis | 9 434  |
| 4e                                                                                           | Elton Brand 2001 - 2008               | États-Unis | 9 336  |
| 5e                                                                                           | Corey Maggette 2000 - 2008            | États-Unis | 8 835  |
| 6e                                                                                           | Chris Paul 2011 - 2017                | États-Unis | 7 674  |
| 7e                                                                                           | Danny Manning 1988 - 1994             | États-Unis | 7 120  |
| 8e                                                                                           | DeAndre Jordan 2008 - 2018            | États-Unis | 7 078  |
| 9e                                                                                           | Loy Vaught 1990 - 1998                | États-Unis | 6 614  |
| 10e                                                                                          | Ken Norman 1987 - 1993                | États-Unis | 6 432  |
| Dernière mise à jour : 23 février 2019 En gras : Joueurs évoluant toujours dans la franchise |                                       |            |        |

## Records individuels de la franchise
| Statistique                                                                                  | Nom du joueur    | Nombre                 |
| -------------------------------------------------------------------------------------------- | ---------------- | ---------------------- |
| Meilleur marqueur                                                                            | Randy Smith      | 12 735 points          |
| Meilleure moyenne Points/Match                                                               | World Free       | 29.4 points/match      |
| Meilleur passeur                                                                             | Chris Paul       | 4 023 passes décisives |
| Meilleure moyenne Passes/Match                                                               | Chris Paul       | 9.8 passes/match       |
| Meilleur rebondeur                                                                           | DeAndre Jordan   | 7 988 rebonds          |
| Meilleure moyenne Rebonds/Match                                                              | Elmore Smith     | 13.8 rebonds/match     |
| Meilleur contreur                                                                            | DeAndre Jordan   | 1 276 contres          |
| Meilleur intercepteur                                                                        | Randy Smith      | 1 072 interceptions    |
| Meilleur pourcentage au tir                                                                  | DeAndre Jordan   | 67.3 %                 |
| 3 points marqués                                                                             | Eric Piatkowski  | 738 tirs               |
| Meilleur pourcentage à 3 points                                                              | J. J. Redick     | 44.0 %                 |
| Lancers-francs marqués                                                                       | Corey Maggette   | 3 122 tirs             |
| Meilleur pourcentage au lancer-franc                                                         | Danilo Gallinari | 91.2 %                 |
| Matchs joués                                                                                 | DeAndre Jordan   | 750 matchs             |
| Dernière mise à jour : 23 février 2019 En gras : Joueurs évoluant toujours dans la franchise |                  |                        |

## Anciens joueurs de la franchise

### Braves de Buffalo (1970-1978)
- Adrian Dantley • Ernie DiGregorio • Moses Malone • Bob McAdoo • Randy Smith

### Clippers de San Diego (1978-1984)
- Tom Chambers • Sidney Wicks • Bill Walton

### Clippers de Los Angeles (depuis1984)
- Derek Anderson • Isaac Austin • Brent Barry • Elton Brand • Terry Cummings • Baron Davis
- Blake Griffin : 6e au nombre de matchs joués (504) - 3e au nombre de rebonds captés (4686) - 5e au nombre d'assists (2133) - 6e aux steals (484) - 2e au nombre de points marqués (10863)
- Ron Harper • Corey Maggette • Danny Manning • Andre Miller • Lamar Odom • Michael Olowokandi • Ricky Pierce • Quentin Richardson • Rodney Rogers • Bobby Simmons • Bill Walton • Zach Randolph • Marcus Camby • Chris Kaman
- Chris Paul : 1er au nombre d'assists (4023) - 2e au nombre de steals (902) - 6e au nombre de points marqués (7674)
- DeAndre Jordan : 1er au nombre de matchs joués (750) - 1er au nombre de rebonds captés (7988) - 8e au nombre de steals (448) - 1er au nombre de blocks (1277) - 8e au nombre de points marqués (7078)

Source : https://www.basketball-reference.com/teams/LAC/leaders_career.html

## Entraîneurs
| - Dolph Schayes (1970-1972) - John McCarthy (1972) - Jack Ramsay (1972-1976) - Tates Locke (1976-1977) - Bob MacKinnon (1977) - Joe Mullaney (1977) | - Cotton Fitzsimmons (1977-1978) - Gene Shue (1978-1980 et 1987-1989) - Paul Silas (1980-1983) - Jim Lynam (1983-1985) - Don Chaney (1985-1987) - Don Casey (1989-1990) | - Mike Schuler (1990-1992) - Larry Brown (1992-1993) - Bob Weiss (1993-1994) - Bill Fitch (1994-1998) - Chris Ford (1998-2000) - Jim Todd (2000) | - Alvin Gentry (2000-2003) - Dennis Johnson (2003) - Mike Dunleavy Sr. (2003-2010) - Vinny Del Negro (2010-2013) - Doc Rivers (2013-2020) - Tyronn Lue (depuis 2020) |

## Maillots retirés
Aucun